# Pedro v strašidelnom zámku
Pedro v strašidelnom zámku (česky Pedro ve strašidelném zámku) je hra pro počítače Sinclair ZX Spectrum a kompatibilní (například Didaktik). Jedná se o hru slovenského původu, autory jsou Július a Andrej Nagy působící pod značkou Gold Storm, autorem hudby je KVM. Vydavatelem hry byla společnost Ultrasoft, která hru vydala v roce 1993. Hra je druhým dílem trilogie Pedro na ostrove pirátov, Pedro v strašidelnom zámku
a Pedro v krajine pyramíd.
Hra je akční adventura, v tomto díle se její hlavní hrdina Pedro vydá do tajemného hradu v Karpatech, aby porazil rytíře Krapa, který se na noc mění v upíra. Aby nad rytířem vyhrál, musí vrátit původní podobu všem strašidlům.
Přes omezené grafické možnosti ZX Spectra se autorům podařilo omezit kolize atributů na minimum, projevují se v případě, kdy Pedro stojí na schodech nebo v blízkosti předmětu jiné barvy. Ve hře je také hodně animací, plameny pochodní, svíček na lustrech a ohně v krbu hoří, ze stropu padají kapky vody a v oknech je čas od času vidět blesk. Proti prvnímu dílu, kde může Pedro nést čtyři věci, v tomto druhém díle může nést věci pouze dvě.